# HTC Vive

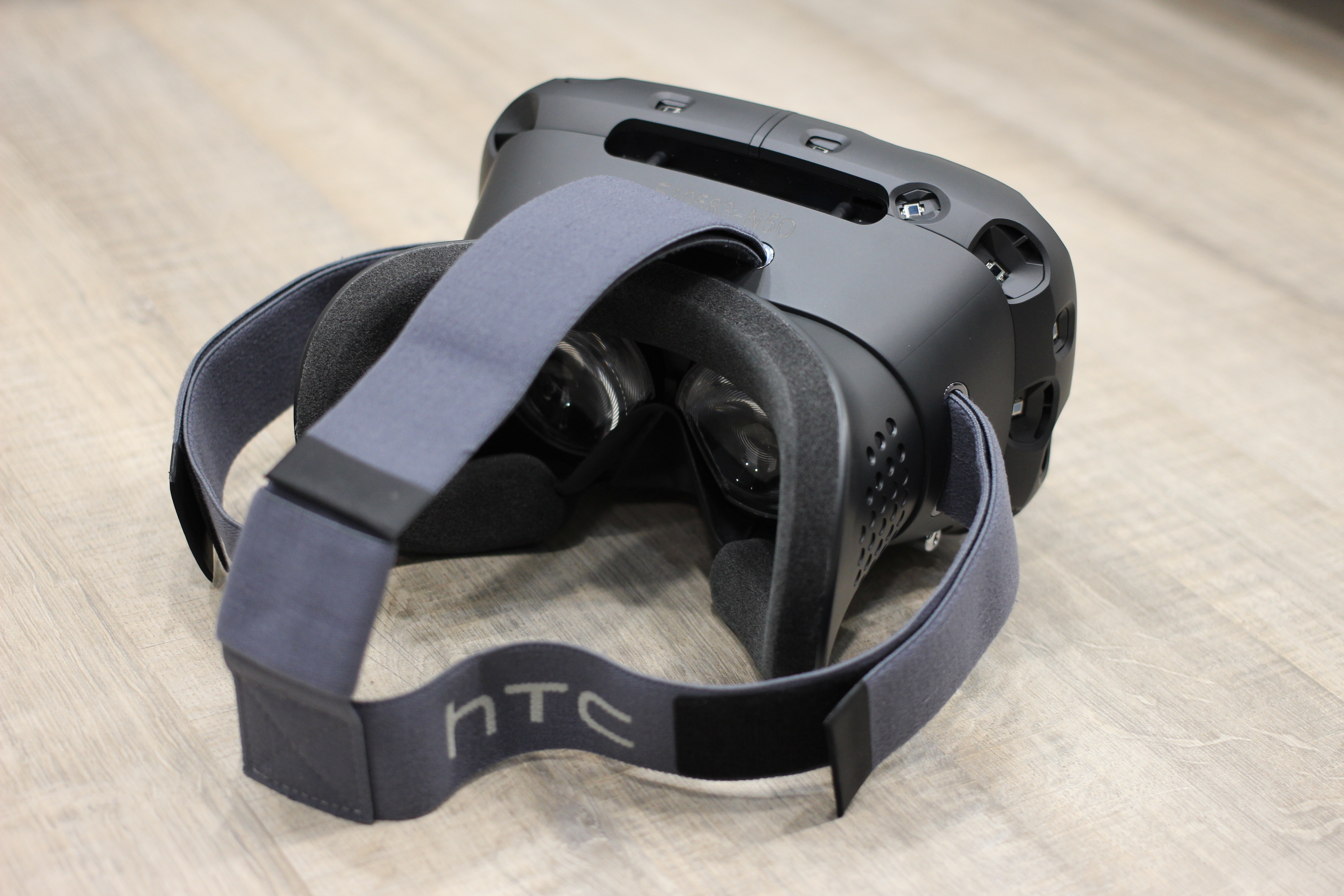
HTC Vive

HTC Vive je headset (elektronika určená pro nošení na hlavě) pro virtuální realitu vyvinutý společností HTC a Valve Corporation. Byl vydán dne 5. dubna 2016. Tento headset je navržen tak, aby využil rozsah místnosti, ve které se osoba nachází, s pomocí speciálních čidel a přetvořit ho tak na virtuální realitu.
Poprvé byl představen na Mobile World Congress v březnu 2015. Od té doby bylo produktu HTC Vive uděleno více než 22 ocenění v CES 2016.[zdroj?]
V Česku se dá sehnat zhruba za 15 000 Kč